# Gustav Steinmann
Johann Heinrich Conrad Gottfried Gustav Steinmann (9 de abril de 1856 – 7 de octubre de 1929) fue un geólogo y paleontólogo alemán. Efectuó varios estudios en los montes Urales, América del Norte, América del Sur, el Cáucaso y los Alpes. Steinmann hizo un gran número de publicaciones científicas. Contribuyó a la teoría de la evolución y al estudio de la geología estructural y la orogenia andina.
En los Alpes y los Apeninos, Steinmann definió lo que más tarde se hizo conocido como "la trinidad de Steinmann": la ocurrencia de serpentina, lava acojinada y chert. El reconocimiento de la trinidad de Steinmann sirvió años más tarde para erigir la teoría acerca de la expansión del fondo oceánico y la tectónica de placas. El mismo Steinmann interpretó las ofiolitas (la trinidad) utilizando el concepto de geosinclinal. Sus estudios sobre las ofiolitas en los Apeninos pavimentó el camino para el descubrimiento de las napas alóctonas en los Alpes y los Apeninos.

## Sudamérica
Steinmann redefinió la formación Navidad en 1895, entonces llamada Piso Navidad, descrita por Charles Darwin, al datarla en el Terciario Inferior y abarcando buena parte de la zona centro sur de Chile. En 1934 Juan Brüggen separó el Piso Concepción del Piso Navidad de Steinmann  tras mostrar que había un discordancia entre ellos.
En Perú, Steinmann estudió la geología de Cerro de Pasco y de la faja corrida y plegada del Marañón, entre otras cosas. En un trabajo publicado de manera póstuma por sus estudiantes en 1929, Steinmann definió las fases principales de la orogenia andina en Perú y teorizó la carencia aparente de ofiolitas en los Andes peruanos dentro de la teoría geosinclinal.